# 興慶区
興慶区（こうけい-く）は中華人民共和国寧夏回族自治区銀川市に位置する市轄区。

## 歴史
2002年10月19日、銀川市市轄区の行政区画再編の際に城区管轄区域及び郊区の紅花郷・満春郷・大新郷・永固郷・掌政郷・通貴郷区域に興慶区が新設された。2003年12月31日、石嘴山市陶楽県の廃止に伴い、陶楽県月牙湖郷が、2004年9月には霊武市臨河鎮横城村が移管された。

## 行政区画
- 街道:鳳凰北街街道、解放西街街道、文化街街道、富寧街街道、新華街街道、玉皇閣北街街道、前進街街道、中山南街街道、銀古路街道、勝利街街道、麗景街街道、星河街街道
- 鎮:掌政鎮、大新鎮
- 郷:通貴郷、月牙湖郷